# The Whirlwind (seriado)

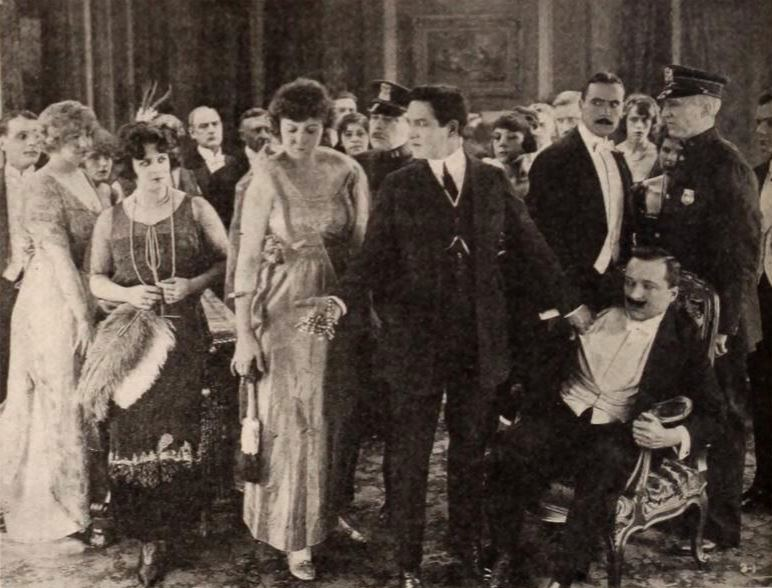
Cena de The Whirlwind (1920)

The Whirlwind é um seriado estadunidense de 1920, no gênero Ação, dirigido e escrito por Joseph A. Golden, em 15 capítulos, estrelado por Charles Hutchison, Edith Thornton e Richard Neill. Foi a única produção da Allgood Pictures Corporation, foi distribuído pela Republic Distributing Corporation e veiculou nos cinemas estadunidenses de 17 de janeiro a 24 de abril de 1920.
Este seriado é considerado perdido.

## Elenco
- Charles Hutchison	 ...	Robert Darrell/ The Whirlwind
- Edith Thornton	 ...	Helen Graydon
- Richard Neill	 ...	Neville Carnley (creditado Richard R. Neill)
- Ben Walker	 	...	Benson
- Barbara Allen	...	Kate Delaro
- Karl Dane	 ...	The Wolf
- Edward Waters	 ...	Buckley
- John Lamont	 ...	Scotty
- Helen Griley	 ...	Mrs. Stockton
- Paul Fisher	 ...	Mr. Stockton
- Morton Thatcher	 ...	Barão de Langes
- Earl Douglas	 ...	Blacky
- Frank Hagney

## Capítulos
1. The Trap
2. The Waters of Death
3. Blown Skyward
4. The Drop to Death
5. Over the Precipice
6. On the Brink
7. In Mid-Air
8. A Fight for Life
9. Amid the Flames
10. The Human Bridge
11. In the Depths of the River
12. Hanged by the Neck
13. In the Lion's Cage
14. A Life at Stake
15. The Missing Bride

## Detalhes da produção
Durante as filmagens de uma cena de motocicleta, no primeiro capítulo do seriado, a atriz Edith Thornton ficou ferida e com paralisia temporária de um lado do rosto e, a partir de então, foi fotografada de um só lado. Assim como ela, os outros atores também se feriram durante as filmagens.